# Lista de partidos políticos na Nova Zelândia
Esta é uma lista dos partidos políticos da Nova Zelândia.

## Partidos políticos
| Nome | Nome                                                                       |  | Líder                                | Ideologia | Espectro                  | Câmara dos Representantes |
| ---- | -------------------------------------------------------------------------- |  | ------------------------------------ | --- | ------------------------- | ------------------------- |
|      | Partido Nacional New Zealand National Party Rōpū Nāhinara                  |  | Christopher Luxon                    | Conservadorismo, Populismo de direita, Liberalismo e Libertarianismo de direita                                                                 | Centro-direita a Direita  | 49 / 123                  |
|      | Partido Trabalhista New Zealand Labour Party Rōpū Reipa o Aotearoa         |  | Chris Hipkins                        | Socialismo democrático, Social-Democracia, Terceira via, Progressismo e Liberalismo social                                                      | Centro-esquerda           | 34 / 123                  |
|      | Partido Verde Green Party of Aotearoa New Zealand Rōpū Kākāriki o Aotearoa |  | Marama Davidson Chlöe Swarbrick      | Ecologismo, Ambientalismo, Socialismo democrático, Pacifismo                                                                                    | Esquerda                  | 15 / 123                  |
|      | ACT Nova Zelândia ACT New Zealand                                          |  | David Seymour                        | Liberalismo clássico, Libertarianismo, Liberalismo econômico e Conservadorismo                                                                  | Direita                   | 11 / 123                  |
|      | Nova Zelândia Primeiro New Zealand First Aotearoa Tuatahi                  |  | Winston Peters                       | Populismo de direita, Nacionalismo, Conservadorismo social, Anti-imigração, Deportação em massa, Centrismo econômico, Protecionismo e Estatismo | Direita a Extrema-Direita | 8 / 123                   |
|      | Partido Maori Te Pāti Māori                                                |  | Debbie Ngarewa-Packer Rawiri Waititi | Direitos indígenas | Centro-esquerda           | 6 / 123                   |